# Liste der Pfarren im Dekanat Gurk
Das Dekanat Gurk ist ein Dekanat der römisch-katholischen Diözese Gurk.

## Pfarren mit Kirchengebäuden
| Pfarre                      | Patrozinium              | Kirchengebäude                                                                                             | Bild |
| --------------------------- | ------------------------ | --- | ---- |
| Altenmarkt                  | Hl. Ämilianus            | Pfarrkirche Altenmarkt Filialkirche Brennitz, Filialkirche St. Andrä                                       |      |
| Deutsch-Griffen             | Hl. Jakobus der Ältere   | Pfarrkirche Deutsch-Griffen Filialkirche St. Johann in Spitalein                                           |      |
| Glödnitz                    | Hl. Margareta            | Pfarrkirche Glödnitz Filialkirche Flattnitz                                                                |      |
| Gunzenberg                  | Hl. Florian              | Pfarrkirche Gunzenberg                                                                                     |      |
| Gurk                        | Mariä Himmelfahrt        | Dom zu Gurk Filialkirche St. Peter ob Gurk                                                                 |      |
| Kraßnitz                    | Hl. Martin               | Pfarrkirche Kraßnitz Filialkirche Höllein                                                                  |      |
| Lieding                     | Hl. Margareta            | Pfarrkirche Lieding Filialkirche Hausdorf                                                                  |      |
| Pisweg                      | Hl. Lambert              | Pfarrkirche Pisweg Filialkirche Masternitzen                                                               |      |
| St. Georgen unter Straßburg | Hl. Georg                | Pfarrkirche St. Georgen unter Straßburg Filialkirche Dobersberg                                            |      |
| St. Jakob ob Gurk           | Hl. Jakobus der Ältere   | Pfarrkirche St. Jakob ob Gurk                                                                              |      |
| Straßburg                   | Hl. Nikolaus             | Pfarrkirche Straßburg Filialkirche St. Stefan, Filialkirche Heiligengeistkirche, Filialkirche Maria Loreto |      |
| Weitensfeld                 | Hl. Johannes, Evangelist | Pfarrkirche Weitensfeld Filialkirche St. Magdalena                                                         |      |
| Zammelsberg                 | Hl. Georg                | Pfarrkirche Zammelsberg Filialkirche Wullross                                                              |      |
| Zweinitz                    | Hl. Ägidius              | Pfarrkirche Zweinitz                                                                                       |      |

## Dekanat Gurk
Das Dekanat umfasst 14 Pfarren.
Siehe auch → Liste der Dekanate der Diözese Gurk